# Кукули (Украйна)
Кукули (на украински: Кукули) е село в Украйна, разположено в Студенянската селска община на Винишка област.
Кодът на селото в КОАТУУ е 0523281601. 

## Население
Населението според преброяването от 2001 г. е 895 души:
| Език      | Процент |
| --------- | ------- |
| украински | 98,85%  |
| руски     | 0,11%   |
| румънски  | 1,34%   |

## Религия
В селото се намира църквата „Свети Михаил“, която е част от Могилевско-Подолската епархия на Украинската православна църква (Московска патриаршия).

## Галерия
- Изглед[неработеща препратка] към църквата в Кукули
- Селският[неработеща препратка] съвет
- Река[неработеща препратка] Камянка
- Търговски[неработеща препратка] център
- Църква[неработеща препратка]
- Стадион[неработеща препратка]
- Военен[неработеща препратка] паметник
- Дом[неработеща препратка] на културата